# Peippola
Peippola är en ö i Finland. Den ligger i sjön Kuuhankavesi och i kommunen Hankasalmi i den ekonomiska regionen  Jyväskylä ekonomiska region  och landskapet Mellersta Finland, i den centrala delen av landet, 260 km norr om huvudstaden Helsingfors. Öns största längd är 60 meter i öst-västlig riktning.